# Пардус північнокитайський
Пардус північно-китайський, або пантера плямиста північнокитайська (Panthera pardus japonensis) - підвид пантери, який мешкає в північному Китаї. Живе в лісах і горах. Полює як і всі інші пантери - на гризунів, оленів, диких кіз, диких свиней.

## Зовнішній вигляд
Плями північнокитайського леопарда нагадують скоріше плями ягуара. Має найдовше хутро з усіх підвидів леопарда.

## Розмноження
Спарювання припадає на січень-лютий, вагітність триває приблизно 46 днів. Дитинчат народжується 2-3, але через велику смертність в живих залишається 1, рідко 2. Для родів самка знаходить зручну, теплу печеру. Маленькі леопарди відкривають очі на 10 день після народження. Вони мають довге хутро, яке потім зменшується. У три місяці дитинча починає ходити на полювання разом з мамою. В 1 рік вони вже можуть себе захищати, але з матір’ю залишаються до 18-24 місяців.

## Кількість особин
Наразі важко сказати, скільки північнокитайських пардусів залишилось в дикій природі. В неволі проживає 100 особин. Останній проведений перепис, якому понад 5 років, повідомляє, що в дикій природі збереглось 2 500 особин.
Найвідомішим леопардом цього підвиду був Cheung Chi. З його допомогою самки народили 15 пантер, загалом він має 40 нащадків. Останнє дитинча від нього народилось 1988, сам Cheung Chi помер 1993 року.